# مائوکه

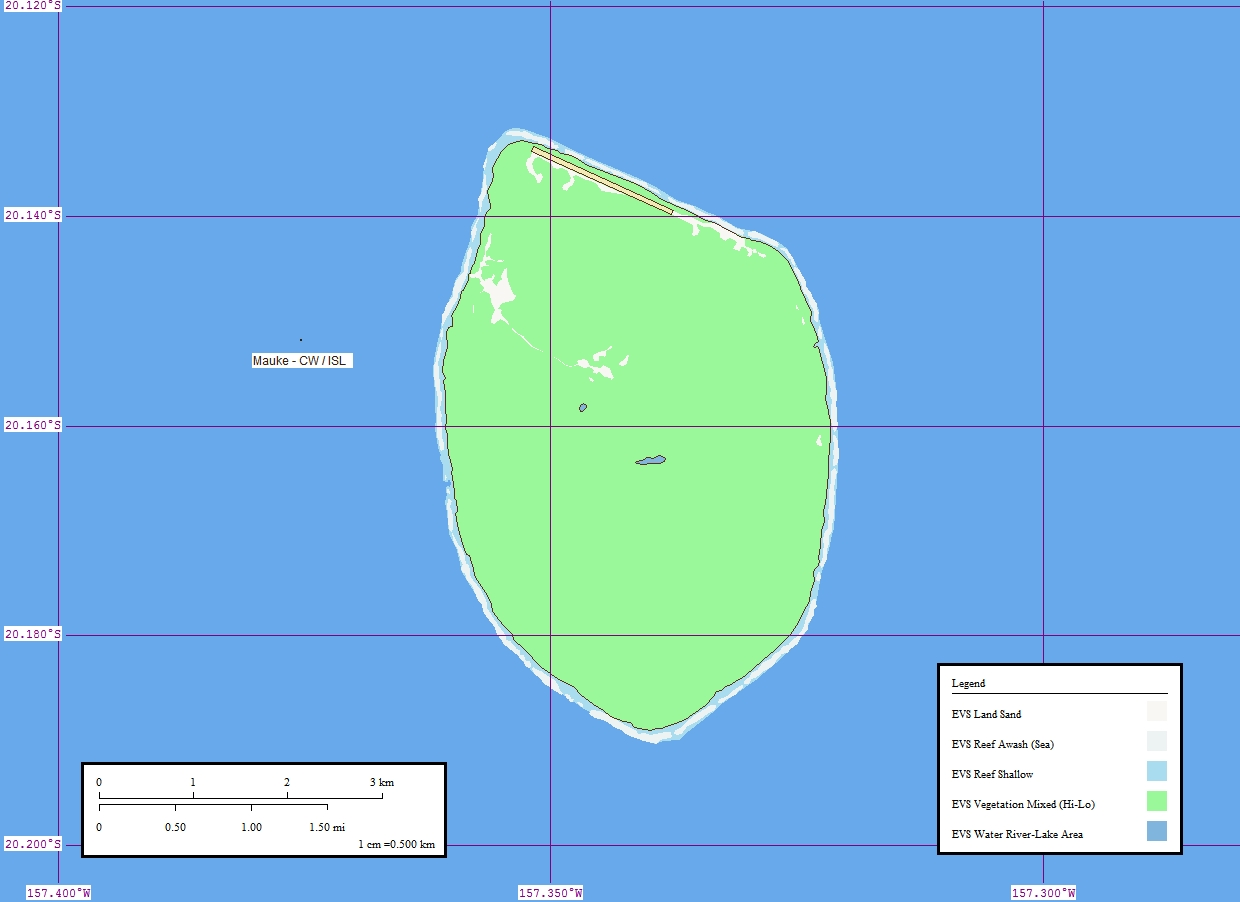
مائوکه

مائوکه (انگلیسی: Mauke) نام جزیره‌ای در مجمع‌الجزایر کوک است که در جنوب اقیانوس آرام قرار داد و جمعیت آن حدود ۳۰۰ نفر است.